# Cambridge Archaeological and Ethnological Series
Die Cambridge Archaeological and Ethnological Series ist eine archäologische und ethnologische Reihe der Cambridge University Press, die zu Anfang des 20. Jahrhunderts in Cambridge erschien. Die Reihe erschien von 1906 bis 1920 und umfasst insgesamt 18 Bände. Beaufsichtigt wurde die Reihe von einem Redaktionsausschuss bestehend aus William Ridgeway, Peter Giles, Alfred Cort Haddon, M. R. James, E. J. Rapson, William Halse Rivers Rivers und Charles Waldstein.

## Bände (Auswahl)
- Northcote W. Thomas: Kinship Organisations and Group Marriage in Australia. 1906
- C. G. Seligmann and Brenda Z. Seligmann: The Veddas. (with a chapter by C. S. Myers and an appendix by A. Mendis Gunasekara). 1911
- H. Munro Chadwick: The Heroic Age. 1912
- H. A. MacMichael: Brands used by the chief camel-owning tribes of Kordofán (a supplement to The tribes of Northern and Central Kordofán). 1913
- G. H. Cowling: The Dialect of Hackness (North East Yorkshire). 1915
- J. P. Droop: Archaeological Excavation. 1915